# Gediminas

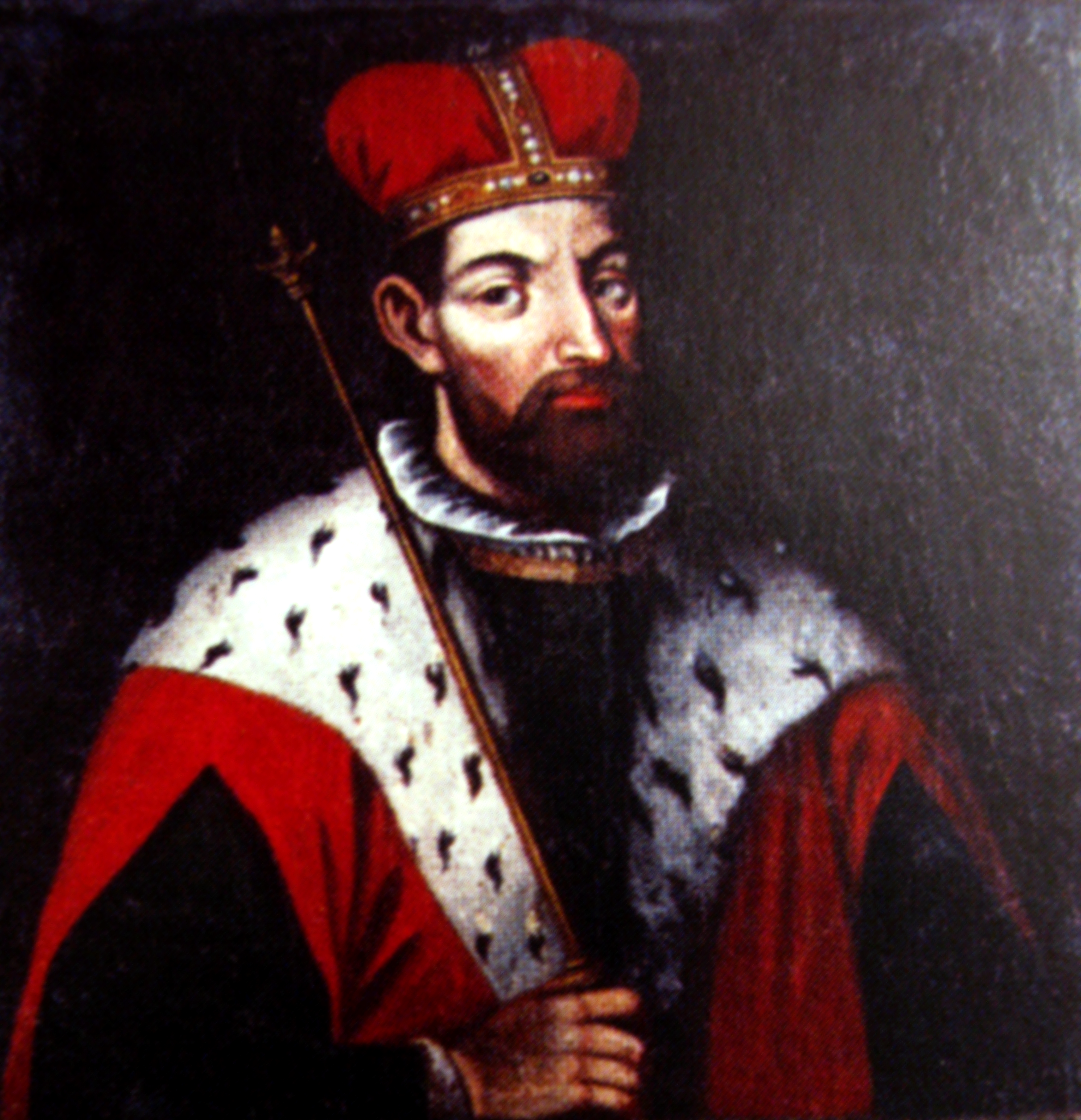
Gediminas, Großfürst von Litauen

Gediminas (auch Gedimin; * um 1275; † Dezember 1341) war ab 1316 Großfürst von Litauen. Neben Mindaugas und Vytautas zählt er zu den großen Herrschern in der litauischen Geschichte. Litauen stieg unter ihm endgültig zur osteuropäischen Großmacht auf und Gediminas betrachtete sich als „König der Litauer und Ruthenen“.

## Leben

Die Gediminassäulen: Wappen der Gediminias-Dynastie

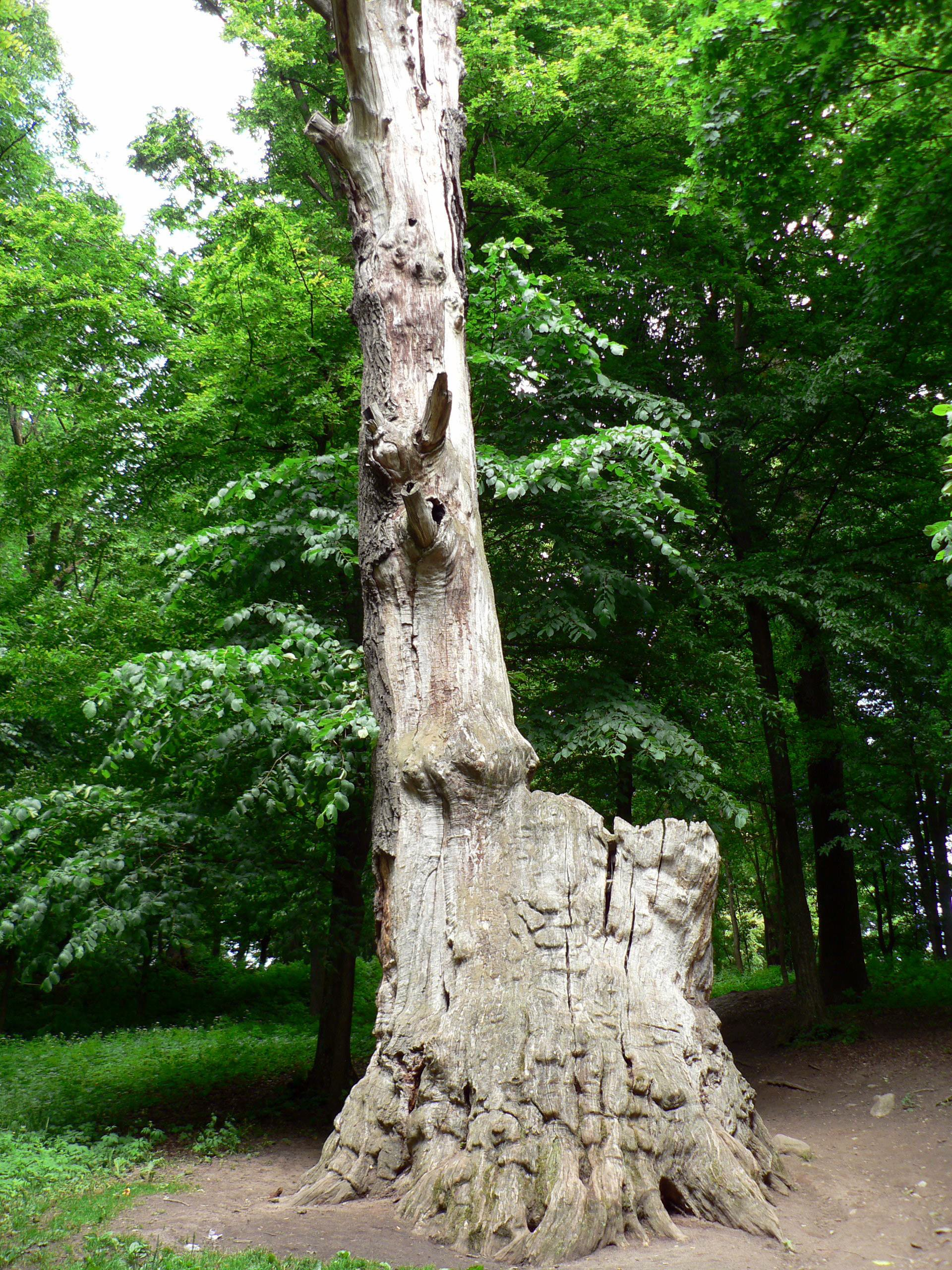
Die Eiche von Raudonė, unter der Gediminas, der Überlieferung zufolge, sein letztes Mahl einnahm, bevor er bei der Belagerung der Bayerburg durch einen Armbrustbolzen tödlich verwundet wurde

Um 1295 trat in Litauen nach Jahrzehnten weitgehender Unordnung mit Vytenis, Sohn von Budvydas (Pukuveras), wieder ein mächtiger Großfürst auf den Plan. Nach seinem Tod 1315/16 trat sein Bruder Gediminas die Nachfolge an.
Gediminas erwies sich als erfolgreicher Taktiker, der über eine planvolle Heirats-, Bündnis- und Innenpolitik Litauen zu einer Großmacht aufsteigen ließ und gleichzeitig die Dynastie der Gediminiden begründete. So erklärte er 1323/24 gegenüber dem Papst die Absicht, sich taufen zu lassen. Die Taufe diente dabei wie bei Mindaugas zur Abwehr von Übergriffen des Deutschen Ordens. Als seine innenpolitische Situation schwierig wurde, zog er seine Taufabsicht wieder zurück.
Zur selben Zeit wurde Vilnius Litauens Hauptstadt, Einwanderer (darunter auch aus Deutschland) belebten die Stadt. Es wurden enge wirtschaftliche Beziehungen zur Hansestadt Riga und über Polen nach Westeuropa aufgebaut.
Gediminas zwang mehreren ruthenischen Fürstentümern der ehemaligen Kiewer Rus um 1325 sein Protektorat auf: Smolensk, Pskow und Kiew. Andere ruthenische Feudalherrschaften (Wizebsk, Turau, Pinsk) wurden seinem Staat gänzlich eingegliedert. Kurz vor seinem Tod konnte Gediminas 1340 noch das ruthenische Fürstentum Halitsch-Wolhynien als Erbmasse seines Sohnes Liubartas seinem Staat angliedern (Halitsch musste allerdings 1349 Polen überlassen werden). Plünderungen der tatarischen Goldenen Horde (z. B. um 1340/41) konnten den Staat dabei nicht längerfristig schwächen.
Im Norden und Südwesten musste sich Gediminas ständiger Angriffe des Deutschen Ordens erwehren, der unter dem Vorwand der christlichen Missionierung nach dem Besitz Schemaitens strebte.
Schwere Einfälle erfolgten besonders 1329/30 und 1336/37. Er tat dies mit wechselndem Erfolg. Bei Kämpfen mit dem von adligen Preußenfahrern wie König Johann von Luxemburg massiv unterstützten Ritterorden wurde Gediminas Anfang Dezember 1341 vor der Bayerburg tödlich verwundet. Laut der Überlieferung traf Gediminas unweit der noch heute vorhandenen „Gediminaseiche“ ein vom Eckturm der belagerten Burg abgeschossener Armbrustbolzen.
Im Großfürstenamt folgte ihm sein Sohn Jaunutis nach.

## Nachkommen
Gediminas hatte mit Jewna von Polozk (und möglicherweise weiteren Frauen, eine davon hieß Leonida) unter anderen folgende Nachkommen:
- Manvydas (um 1288–1348), Fürst von Kernavė und Slonim
- Narimantas (um 1294–1348), Fürst von Pinsk und Polozk
- Jaunutis (um 1300–nach 1366), Großfürst von Litauen, Fürst von Zaslauje
- Algirdas (um 1296–1377), Fürst von Krevo, Großfürst von Litauen
- Kęstutis (um 1297–1382), Fürst von Žemaiten, Trakai und Grodno, Großfürst von Litauen
- Liubartas (um 1311–1383), Großfürst von Wolodymyr, Fürst von Luzk[4]
- Aldona (1309–1339), verheiratet 1333 mit Kasimir dem Großen
- Elisabeth von Litauen (1302–1364), verheiratet 1316 mit Wacław von Płock

## Stammvater
Bedeutende Dynastien führten sich im Mannesstamm auf Gediminas als Ahnherrn zurück, so unter anderem das Königshaus der Jagiellonen und die Fürstenhäuser Czartoryski, Kurakin, Galitzin und Trubezkoi.